# Zieliniec (Poznań)
Zieliniec – część miasta Poznania położona na terenie osiedla administracyjnego Antoninek-Zieliniec-Kobylepole, na północ od Antoninka. Znajduje się w bezpośrednim sąsiedztwie Jeziora Swarzędzkiego, około 2 km od Swarzędza.
Włączony do miasta 1 stycznia 1951. Uprzednio był osiedlem w gromadzie Nowa Wieś, w gminie Swarzędz. 1 stycznia 1987 część Zielińca w rejonie ulicy Soścnickiej (10,03 ha) włączono do Swarzędza.
W latach 1954–1990 Zieliniec należał do dzielnicy Nowe Miasto.

## Etymologia nazwy
Nazwa „Zieliniec” najprawdopodobniej stanowi gwarowe spłaszczenie nazwy „Zieleniec”, które w lokalnej gwarze oznaczało łąkę. Inni badacze twierdzą, że nazwa ta może pochodzić od posiadaczy majątku we wsi – rodziny Zielińskich.

## Zabudowa
Zieliniec praktycznie w całości zabudowany jest przez domy jednorodzinne z ogrodami. Przy ul. Sośnickiej stoi dawny młyn wodny na Cybinie, potem przerobiony na elektryczny. Brak tu większej infrastruktury handlowej. Architekturę sakralną reprezentuje kościół Matki Bożej Różańcowej.
W odległości półtora kilometra od kościoła znajduje się Cmentarz Ducha Świętego w Zielińcu czynny w latach 1938–1951 podlegający parafii św. Ducha w Antoninku. Cmentarz z inicjatywy mieszkańców Zielińca i ze wsparciem finansowym Rady Osiedla Antoninek-Zieliniec-Kobylepole jest remontowany. Odnowione zostały zniszczone ścieżki między grobami.

### Leśniczówka
Na terenie Zielińca w pobliżu zachodniego brzegu jeziora Swarzędzkiego znajduje się leśniczówka. Siedziba jednego z pięciu poznańskich leśnictw miejskich. W sąsiedztwie przebiega Piastowski Trakt Rowerowy.

## Przyroda
Częścią Zielińca jest głęboko wcięta dolina Zielinki – wysychającego prawego dopływu Cybiny (na tym odcinku Jeziora Swarzędzkiego), znajdująca się w lesie, na północ od ul. Grodnickiej. Duże różnice wysokości względnej występujące na tym obszarze powodują, że jest ona punktem widokowym.
W połowie lat 60. XX wieku odnotowano na terenie Zielińca występowanie motyla Pelosia obtusa (myszenica). Był on w Europie znany z niewielu stanowisk, m.in. przed II wojną światową z Brodów koło Lwowa.

## Toponimia
Nazwy ulic na terenie Zielińca wywodzą się przede wszystkim z dwóch grup toponimicznych:
- miejscowości i obiekty geograficzne z terenu Pomorza Zachodniego i Pomorza Przedniego - np. Rugijska, Uznamska, Kamieńska lub Arkońska,
- pojęcia związane z lasem - np. Darniowa, Podleśna, czy Leśna,
- nazwy ptaków - np. Rybitwy, Mewy, Kormorana.

## Komunikacja
Przez Zieliniec przebiega towarowa linia kolejowa Zieliniec – Kiekrz (północna obwodnica kolejowa). Zieliniec obsługują autobusy MPK Poznań linii 166, 416 oraz 223 (linia nocna), a także linia 490 obsługiwana przez SPK Swarzędz.